# Liparis minahassae
Liparis minahassae är en orkidéart som beskrevs av Johannes Jacobus Smith. Liparis minahassae ingår i släktet gulyxnen, och familjen orkidéer. Inga underarter finns listade i Catalogue of Life.